# Roger Glover
Roger David Glover (ur. 30 listopada 1945 w Brecon w Walii) – kompozytor, wykonawca, producent, autor tekstów, basista grupy Deep Purple (1969–1973, 1984-). Glover zajmuje się także amatorsko fotografią artystyczną i malarstwem.
W 2016 został wprowadzony do Rock and Roll Hall of Fame.

## Życiorys
Swoją karierę muzyczną Roger Glover rozpoczął na początku lat 60. jako basista zespołów The Madisons i The Lightnings, z których połączenia w październiku 1963 r. powstała grupa Episode Six. Tutaj Glover nawiązał trwającą do dzisiaj współpracę artystyczną z Ianem Gillanem. Z grupą Episode Six Glover zrealizował  także pierwsze nagrania. Na stronach B singli tego zespołu ukazały się również jego pierwsze autorskie kompozycje. Macierzystą formację Glover opuścił razem z Ianem Gillanem w lipcu 1969 r., kiedy obaj dołączyli do nowego składu Deep Purple.
W 1974 r. Glover nagrał rock operę The Butterfly Ball & The Grasshopper's Feast. Występował gościnnie na płytach wielu wykonawców. W latach 70. był producentem płyt m.in. grup Nazareth i Judas Priest. Wspomagał także powrót do działalności muzycznej Iana Gillana, produkując pierwszy album jego grupy Child in Time z 1976 roku. Rok później w studiu Musicland w Monachium Glover zarejestrował materiał na swój drugi album solowy - Elements, w większości instrumentalną suitę o pięciu żywiołach ziemskich.
Pod koniec 1978 r. Glover przyjął propozycję Ritchiego Blackmore’a i dołączył do jego grupy, Rainbow. Oprócz roli basisty zajął się produkcją płyt zespołu, a także był współodpowiedzialny za zmianę muzycznego oblicza grupy na bardziej komercyjne. Po rozwiązaniu Rainbow w 1984 r. przeszedł wspólnie z Blackmore’em do reaktywowanego Deep Purple.
Prace nad płytą Snapshot Glover rozpoczął w latach 90. Pierwsze potwierdzone informacje na jej temat pojawiły się w 1999 r. Do współpracy Glover zaprosił m.in. Randalla Brambletta i swoją córkę, Gillian Glover. Album Snapshot wydany pod szyldem „Roger Glover & The Guilty Party featuring Randall Bramblett” ukazał się we wrześniu 2002 r. nakładem wytwórni Eagle. W 2007 r. Glover potwierdził informację o kolejnej płycie solowej,  Close-Up, która ukaże się w 2009 roku. Ponownie mają na niej wystąpić Randall Bramblett i Gillian Glover.
W 2001 roku Roger Glover zagrał gościnnie na płycie The Deep End Vol. 1 grupy Gov’t Mule w coverze „Maybe I'm a Leo” z repertuaru macierzystego Deep Purple. Ten sam utwór Glover wykonał także z Gov’t Mule na legendarnym koncercie grupy w Nowym Orleanie w 2001, gdzie podczas kilkugodzinnego występu z zespołem wystąpiło gościnnie kilkudziesięciu basistów. Zapis koncertu ukazał się na płycie DVD. Cztery lata później Glover wystąpił także gościnnie na płycie Gillan’s Inn Iana Gillana, a we wrześniu 2006 roku zagrał w kilku utworach na jednym z solowych koncertów wokalisty w Stanach Zjednoczonych. W tym samym czasie Glover brał udział w przygotowaniach debiutanckiego albumu Gillian Glover. Płyta Red Handed ukazała się w 2007 roku. W październiku tego roku Glover ponownie wystąpił z Jonem Lordem w Northampton podczas specjalnego wykonania Concerto for Group and Orchestra. W czerwcu 2008 roku Roger Glover wziął udział w nagraniu charytatywnego singla „Lucy's Song”, dystrybuowanego jako pliki mp3 przez sklep iTunes. Zyski ze sprzedaży mp3 miały zostać przekazane dla The Linda McCartney Cancer Centre.

## Dyskografia

### Episode Six
- 1987 Put Yourself In My Place (kompilacja)
- 1991 The Complete Episode Six (kompilacja)
- 1997 BBC Radio 1 Live 1968/1969 (kompilacja)
- 2002 Cornflakes & Crazyfoam (kompilacja)
- 2005 Love, Hate, Revenge (kompilacja)

### Solo
- 1974 The Butterfly Ball & The Grasshopper's Feast
- 1978 Elements
- 1984 Mask
- 1988 Accidentally On Purpose (+ Ian Gillan)
- 2002 Snapshot (+ Randall Bramblett)
- 2009 Close-Up (+ Randall Bramblett)

### Rainbow
- 1979 Down to Earth
- 1981 Difficult to Cure
- 1981 Jealous Lover (EP)
- 1982 Straight Between the Eyes
- 1983 Bent Out of Shape
- 1986 Finyl Vinyl

### Gościnnie
- 1971 Pick Up A Bone (Rupert Hine & David MacIver)
- 1972 Gemini Suite (Jon Lord)
- 1972 Two Weeks Last Summer (David Cousins)
- 1973 Loud N' Proud (Nazareth, „Freewheeler”)
- 1974 In Search Of Eddie Riff (Andy Mackay)
- 1975 Dan McCafferty (Dan McCafferty)
- 1976 Wizard’s Convention (Eddie Hardin)
- 1976 Sunset Wading (John Perry)
- 1976 Child In Time (Ian Gillan Band)
- 1977 White Snake (David Coverdale)
- 1977 You Can't Teach An Old Dog New Tricks (Eddie Hardin)
- 1978 Northwinds (David Coverdale)
- 1978 More Than Meets The Eye (Joe Breen)
- 1979 Don't Be Strange (Wheels)
- 1982 Circumstancial Evidence (Eddie Hardin)
- 1990 Naked Thunder (Ian Gillan)
- 1992 Cherkazoo & Other Stories (Ian Gillan)
- 2001 The Deep End, Vol. 1 (Gov’t Mule, „Maybe I'm A Leo”)
- 2003 The Deepest End Live (Gov’t Mule, „Maybe I'm A Leo”)
- 2007 Gillan’s Inn (Ian Gillan, „Sugar Plum”, „Trashed”)
- 2007 Red Handed (Gillian Glover, aranże)
- 2008 Lucy's Song (singel charytatywny)

## Filmografia
- Rising Low (2002, film dokumentalny, reżyseria: Mike Gordon)[3]
- Heavy Metal: Louder Than Life (2006, film dokumentalny, reżyseria: Dick Carruthers)[4]
- Highway Star: A Journey in Rock (2007, film dokumentalny, reżyseria: Craig Hooper)[5]
- The Ritchie Blackmore Story (2015, film dokumentalny, reżyseria: Alan Ravenscroft)[6]